# Luis Alberto Gaitán Franco
Luis Gaitán, llamado Lunga Gaitán  (Guateque, Boyacá, 1913 - Bogotá, 25 de mayo de 1998), fue un atleta, músico y fotógrafo colombiano. 

## Biografía
Conocido por su trabajo fotográfico del Bogotazo. Más conocido como "Lunga" oriundo de Guateque, Boyacá, fue uno de los más destacados fotógrafos colombianos. Su lugar de residencia fue la capital Bogotá.
En su carrera deportiva se destaca como campeón en la maratón Internacional en México 1930. Empezó su carrera como fotógrafo, tomando las fotografías de personas en lugares apartados del país para su cedulación, después trabajó para los periódicos Jornada, el diario Liberal y el Tiempo.
Pero fue en la campaña política de Jorge Eliécer Gaitán y lo sucedido el 9 de abril de 1948 lo que marcaría la vida profesional del fotógrafo, suceso que desató el Bogotazo.
Luis Alberto Gaitán Franco, más conocido como Lunga, acompañó a través de su cámara a Jorge Eliecer Gaitán. Lunga fue el fotógrafo personal de Jorge Eliecer Gaitán durante sus últimos 4 años. Este importante personaje fue el encargado de realizar las fotografías más impactantes para la cultura colombiana, debido a que en estas se encuentra plasmado el horror del 9 de abril de 1948 en Bogotá, Colombia. Luis Alberto Gaitán Franco ha sido un punto clave para muchos autores cercanos al tema de Jorge Eliecer Gaitán o el Bogotazo, sin embargo en el pasado casi nunca se reconoció su autoría.

## Luis Alberto Gaitán Franco y su historia con Jorge Eliecer Gaitán
Jorge Eliecer Gaitán apoyó de manera incondicional al artista Lunga debido a que sabía el poder que tenía la fotografía en la capacidad política. Luis Alberto Gaitán Franco no fue el único fotógrafo del político, también existieron otros como Daniel Rodríguez, el cual lo acompañó en sus inicios. La historia cuenta que Jorge Eliecer Gaitán era muy exigente en la parte fotográfica ya que él sabía que la representación gráfica era muy importante para la construcción de un discurso político, por esa razón le pedía a sus fotógrafos que lo mostraran como un hombre de pueblo pero también como un amenazante individuo de tez oscura y aindiada.
A Luis Alberto Gaitán Franco no siempre le gustó la fotografía, por el contrario aprendió sin querer gracias a su familia. En 1929 tuvo que emigrar del municipio Guateque a la ciudad de Bogotá, debido a cuatro problemas: Una situación familiar delicada gracias a su padre, el cual tenía una familia paralela a la del artista ; Conflictos políticos entre liberales y conservadores, situación económica relacionada con el Crac (1929) y por último el artista no sabía qué camino tomar en su vida. Todo lo anterior lo llevó a un célebre estudio de fotografía debido a sus conexiones familiares (su hermana era esposa de Guillermo Castro). En el siglo XX era muy normal que se encontraran lazos familiares entre fotógrafos, Luis Alberto Gaitán Franco compartía este talento con la mayoría de su familia.
Sin embargo, Lunga no solo fue fotógrafo, en su juventud también fue soldado de Colombia en la guerra de Perú,  se dedicó a la búsqueda de tesoros perdidos y realizó deportes como el tenis, fútbol y atletismo. En esa época la situación política del país no pensaba en el futuro, ni en jóvenes como él. Por esa razón, Jorge Eliecer Gaitán aparece como un personaje moderno, con nuevas ideas y cambio, esto provocó un gran interés en el artista Luis Alberto Gaitán Franco. En ese preciso momento, Lunga, empezó a estudiar el estilo de Jorge Eliecer Gaitán, el cual era elegante y refinado, sin embargo sus discursos siempre iban dirigidos al pueblo; Estas investigaciones dieron inicio a la historia de las fotografías más importantes para la cultura colombiana.

## La autoría de Luis Alberto Gaitán Franco
Ya han pasado 25 años de su muerte y aún este fotógrafo ocupa un lugar muy importante en la cultura colombiana, sus obras son el recuerdo de la época violenta en Colombia. A diferencia de otros autores, las obras de Luis Alberto Gaitán Franco son más reconocidas que su nombre y solo amantes a la historia recuerdan su importante papel como reportero gráfico de Colombia en el siglo XX. Lo anterior es más grave de lo que se piensa, la realidad es que Lunga está detrás de fotos históricas, las cuales son nombradas casi todo el tiempo, pero nadie sabe su autoría detrás de estas.  La vida de este artista se basó en plasmar la vida de Gaitán como personaje histórico.
La justificación histórica de esta situación es que este importante fotógrafo vivía en una época en la cual era normalizado publicar este tipo de fotografías sin créditos. Esto se puede notar en los libros de la época, algunos ejemplos en el caso del artística Lunga son El Bogotazo, de Arturo Alape, y en La Violencia en Colombia, de monseñor Guzmán Campos, Orlando Fals Borda y Eduardo Umaña Luna. Los anteriores libros contienen abundante material del artista pero ninguno le da crédito a las obras. Además de lo anterior, en la época en la que vivió Luis Alberto Gaitán Franco se consideraba a los fotógrafos como una fuente dudosa y si no tenías un estatus en la alta sociedad no eras una persona digna de crédito.
En el caso de Luis Alberto Gaitán Franco, su obra se despegó tanto del autor que quedó casi en el anonimato. Por esta razón, en el año 2018 salió un libro que buscaba darle el reconocimiento merecido al autor de las obras “Archivo Gaitán” . Este libro busca devolverle el reconocimiento a Lunga que por años fue retirado, dar crédito a apropiaciones erróneas a otros fotógrafos y mostrar exclusivas fotografías que nos ayudan a conocer un poco más de la historia de Luis Alberto Gaitán Franco y Jorge Eliecer Gaitán.